# توماس برينكمان (لاعب هوكي الحقل)
توماس برينكمان (بالألمانية: Thomas Brinkmann)‏ هو لاعب هوكي الحقل ألماني، ولد في 5 يناير 1968 في دويسبورغ في ألمانيا.

## وصلات خارجية
- توماس برينكمان على موقع أوليمبيديا (الإنجليزية)